# Эчанис, Пау
Пау Эчанис (исп. Pau Echaniz; род. 29 мая 2001, Сан-Себастьян, Страна Басков) — испанский байдарочник-слаломист. Бронзовый призёр летних Олимпийских игр 2024 года в байдарке-одиночке в слаломе. Чемпион III Европейских игр 2023 года. Участник летних Олимпийских игр 2024 года.

## Биография
Пау Эчанис родился 29 мая 2001 года в Сан-Себастьяне в Испании.

## Спортивная карьера
В 2023 году на III Европейских играх в Кракове в соревнованиях по гребному слалому в командном турнире байдарочников завоевал чемпионский титул.
На летних Олимпийских играх 2024 года Эчанис завоевал бронзовую олимпийскую медаль в соревнованиях байдарочников-одиночников. Пау в финале сумел преодолеть трассу быстрее всех за 86,87 секунды, но при этом заработав две секунды штрафа, которые отодвинули его на третье место.